# 约瑟夫·肖尔斯
约瑟夫·肖尔斯（英語：Joseph Schauers，1909年5月27日—1987年10月18日），美国男子赛艇运动员。他曾代表美国参加1932年夏季奥林匹克运动会赛艇比赛，获得男子双人单桨有舵手金牌。